# Open Air Hoch-Ybrig
Das Open Air Hoch-Ybrig ist ein Musikfestival in Hoch-Ybrig (Kanton Schwyz), welches von 2001 bis 2011 jährlich im Juni stattfand. Es war jeweils das erste der Schweizer Openair-Saison und dauerte drei Tage. 2007 zählte das Open Air Hoch-Ybrig 11'200 Besucher. Seit seiner zweiten Ausgabe, im Jahr 2002, konzentriert sich das Openair unter dem Motto Best of Swiss Music auf Schweizer Künstler, von denen jeweils um die 28 auftreten.

## Geschichte
2001: Das Open Air Hoch-Ybrig wurde am 19. Mai 2001 zum ersten Mal durchgeführt. Es traten auf: DJ Ötzi, The Georgia Satellites, Mash, Rednex, Slack Donkeys, Snout Snails und Spider Murphy Gang. Das Openair dauerte einen Tag und wurde von 2'500 Menschen besucht.
2002: Das zweite Openair stand erstmals unter dem Motto Best of Swiss Music und fand vom 14. bis 16. Juni statt. Die nun dreitägige Veranstaltung zog 10'000 Besucher an. Hierfür wurden 500 Helfer mobilisiert. Es traten unter anderem auf: Florian Ast, Polo Hofer, Krokus, Mash, Sina, Subzonic, Vivian und Züri West.
2003: Die dritte Ausgabe fand vom 13. bis 15. Juni erstmals bei Regenwetter statt und zog wiederum rund 10'000 Besucher an. Aufgrund des hohen Besucheraufkommens im Vorjahr wurde das Open-Air-Gelände sowie die Infrastruktur ausgebaut. Es traten unter anderem auf: Anshelle, Core22, Gotthard, Michael von der Heide, Lovebugs, Patent Ochsner und Stiller Has.
2004: Das vierte Open Air Hoch-Ybrig fand vom 11. bis 13. Juni unter dreitägigem Dauerregen statt. Dennoch zog es wiederum rund 10'000 Musikfans an. Es traten unter anderem auf: Bagatello, Brandhärd, Dada (ante portas), Krokus, Myrto, Plüsch, QL, Sandee, Shakra und Marc Sway.
2005: Die fünfte Ausgabe fand vom 17. bis 19. Juni bei idealem Wetter statt. Die Besucherzahl hat sich bei 10'000 eingependelt. Es traten unter anderem auf: Mia Aegerter, Aextra, Florian Ast, Blusbueb, Lockstoff, Mash, Patrick Nuo, Open Season, Phenomden, Seven, Sina und Andreas Vollenweider.
2006: Das sechste Openair fand vom 9. bis 11. Juni unter sommerlichen Bedingungen statt. Noch wenige Tage zuvor herrschte Schneewetter, was sich auf die erste Phase des Vorverkaufs spürbar machte. Schliesslich besuchten 9'000 Personen die Veranstaltung, die auf 2 Bühnen mit insgesamt 29 Acts durchgeführt wurde. Es traten unter anderem auf: Baschi, Daniel Kandlbauer, Krokus, Lovebugs, Luut & Tüütli, Patent Ochsner, Shakra und Span.
2007: Die siebte Ausgabe des Open Airs fand vom 8. bis 10. Juni statt und markierte mit 11'200 Personen den bisherigen Besucherrekord. Es traten unter anderem auf: Famara, Gölä, Polo Hofer & Schmetterband, Lockstoff, Fabienne Louves, Lunatica, Lunik, Pegasus, Plüsch, QL, Redwood, Vivian, Adrian Weyermann und Sandra Wild.
2008: Das achte Open Air Hoch-Ybrig fand vom 13. bis 15. Juni bei eher kühlem und wechselhaft regnerischem Wetter statt und stand mit anderen Grossveranstaltungen wie das Greenfield Festival sowie die Fussball-Europameisterschaft 2008 in Konkurrenz. Das Openair zog dennoch insgesamt 10'000 Besucher an. Es traten unter anderem auf: Bligg, Gölä, Stefanie Heinzmann, Myron, Sandee, Sina, Toni Vescoli und Züri West.
2011: Die Gründer des Festivals erhalten den Schweizer Entertainmentpreis Prix Walo. Wegen zuletzt nicht ausreichender Zuschauerzahlen wurde das Festival eingestellt.